# Italochrysa stitzi
Italochrysa stitzi is een insect uit de familie van de gaasvliegen (Chrysopidae), die tot de orde netvleugeligen (Neuroptera) behoort. 
Italochrysa stitzi is voor het eerst wetenschappelijk beschreven door Navás in 1925.